# Сонсон
Сонсон (исп. Sonsón) — город и муниципалитет на севере Колумбии, на территории департамента Антьокия. Входит в состав субрегиона Восточная Антьокия.

## История
Поселение из которого позднее вырос город было основано 4 августа 1800 года. Муниципалитет Сонсон был выделен в отдельную административную единицу в 1808 году.

## Географическое положение
Город расположен в юго-восточной части департамента, в гористой местности Центральной Кордильеры, на расстоянии приблизительно 58 километров к юго-юго-востоку (SSE) от Медельина, административного центра департамента. Абсолютная высота — 2236 метров над уровнем моря.

Муниципалитет Сонсон граничит на севере с муниципалитетами Эль-Кармен-де-Вибораль, Кокорна, Пуэрто-Трьюнфо и Сан-Франсиско, на северо-западе и западе — с муниципалитетом Абехорраль, на юге — с муниципалитетами Архелия и Нариньо, а также с территорией департамента Кальдас, на востоке — с территорией департамента Бояка. Площадь муниципалитета составляет 1323 км².

## Население
По данным Национального административного департамента статистики Колумбии, совокупная численность населения города и муниципалитета в 2012 году составляла 36 445 человек.
Динамика численности населения муниципалитета по годам:
| 2005   | 2006   | 2007   | 2008   | 2009   | 2010   | 2011   | 2012   |
| ------ | ------ | ------ | ------ | ------ | ------ | ------ | ------ |
| 38 779 | 38 461 | 38 125 | 37 790 | 37 452 | 37 116 | 36 781 | 36 445 |

Согласно данным переписи 2005 года мужчины составляли 49,8 % от населения Сонсона, женщины — соответственно 50,2 %. В расовом отношении белые и метисы составляли 98,8 % от населения города; негры, мулаты и райсальцы — 1,2 %.
Уровень грамотности среди всего населения составлял 84,5 %.

## Экономика
Основу экономики Сонсона составляют сельскохозяйственное производство и добыча полезных ископаемых (мрамора и известняка).

52,6 % от общего числа городских и муниципальных предприятий составляют предприятия торговой сферы, 26,1 % — предприятия сферы обслуживания, 16,8 % — промышленные предприятия, 4,5 % — предприятия иных отраслей экономики.